# Toyota FJ Cruiser
Le Toyota FJ Cruiser est un véhicule tout-terrain de marque Toyota, utilisant la carte du  « rétro-futurisme ». Il a en effet été dessiné à partir d'un ancien modèle de Toyota, le FJ40 des années 1960. Apparu sous forme de concept car lors du Salon de Détroit de 2003, Toyota le produit devant une forte demande. Ce véhicule est fabriqué depuis 2006 par la filiale Hino au Japon.
Il est essentiellement vendu aux États-Unis et au Canada, Arabie Saoudite mais aussi en Algérie et au Mexique et, depuis la fin 2010, au Japon. Mais il a su séduire des concessionnaires européens qui l'importent en dehors du réseau officiel de Toyota.
La  production a pris fin en 2022.

## Motorisation
Il existe avec un seul moteur essence :
- V6 3 956 cm3, 260 ch (240 ch de 2006 à 2009)

Le FJ Cruiser est disponible en deux ou quatre roues motrices, avec une boîte manuelle à 6 rapports (4WD seulement) ou automatique à cinq rapports.

## Ventes aux États-Unis[1]
| Année | Ventes  | Évolution |
| ----- | ------- | --------- |
| 2006  | 56 225  |           |
| 2007  | 55 170  | - 1,9 %   |
| 2008  | 28 668  | - 48 %    |
| 2009  | 11 941  | - 58,3 %  |
| 2010  | 14 959  | + 25,3 %  |
| 2011  | 13 541  | - 9,5 %   |
| Total | 180 504 |           |

## Galerie photos pour la FJ Cruiser

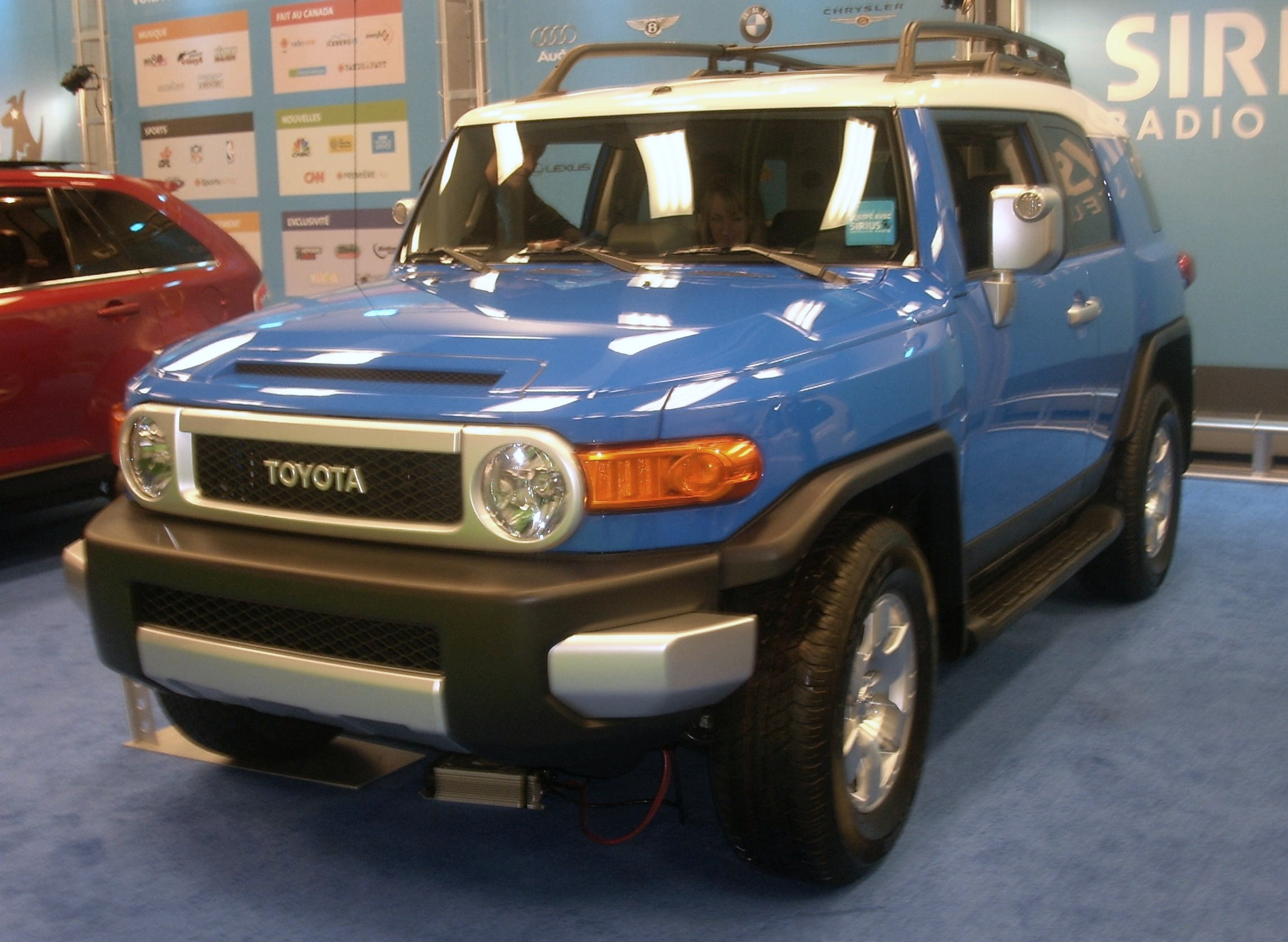
FJ Cruiser
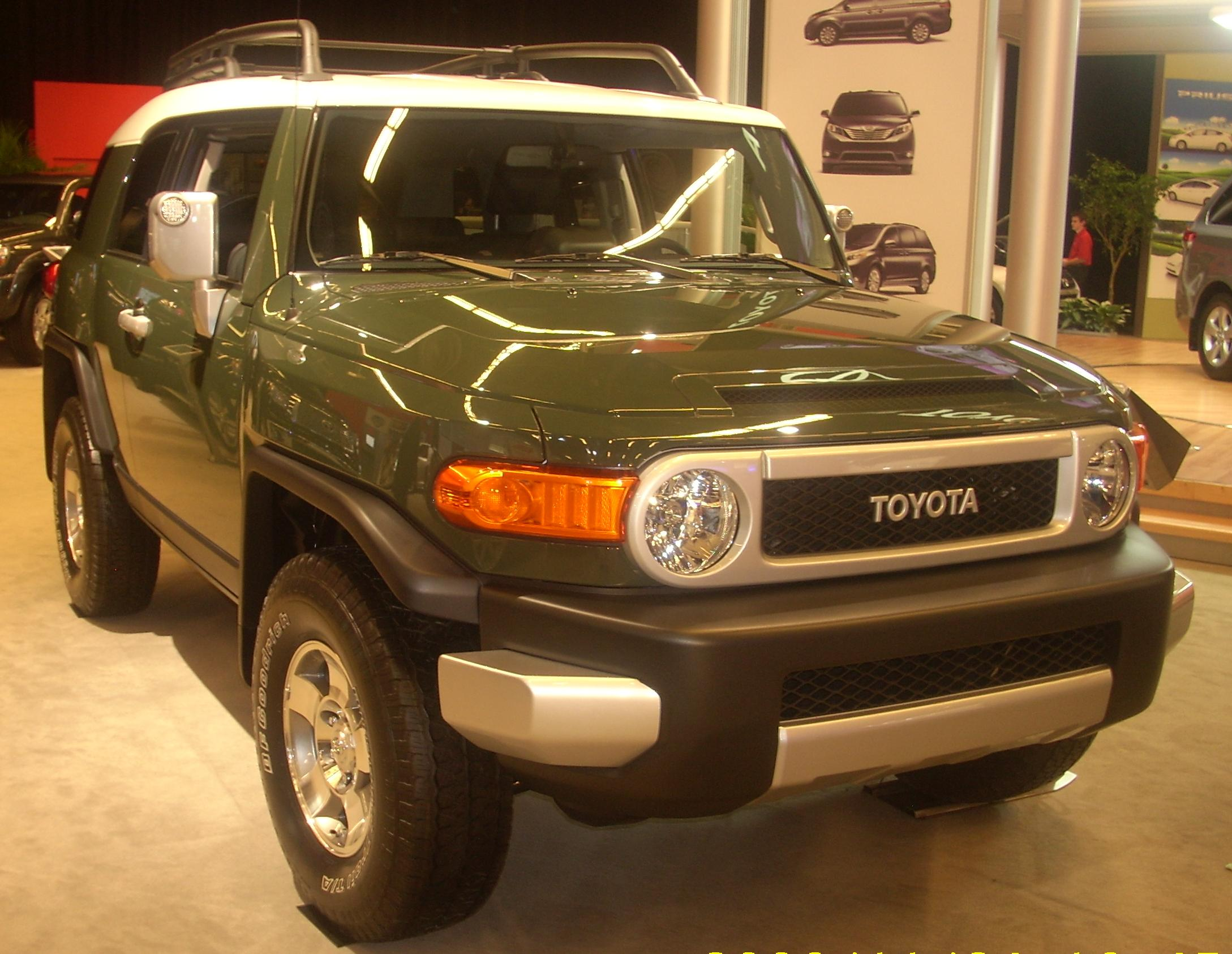
FJ Cruiser
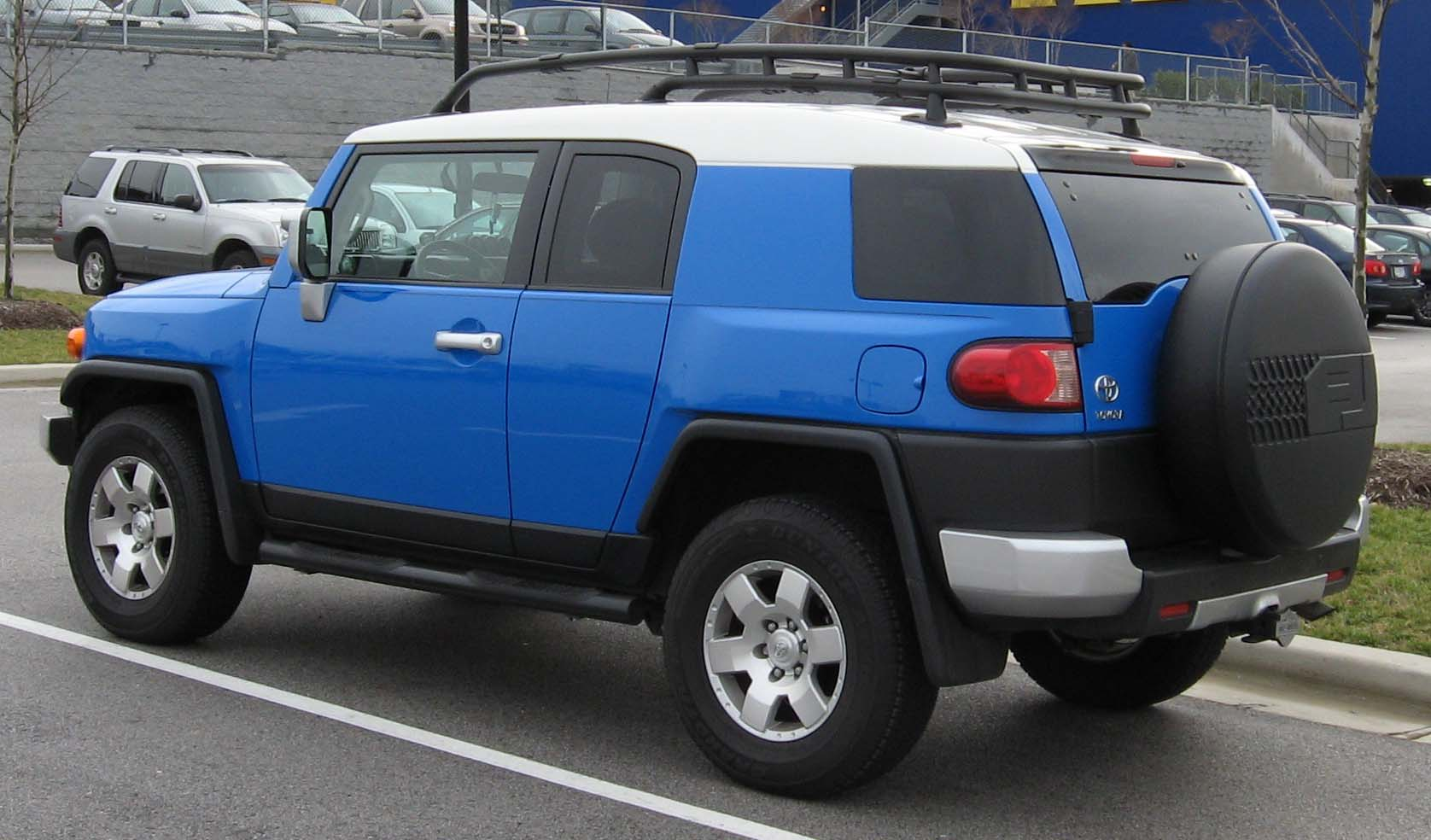
FJ Cruiser
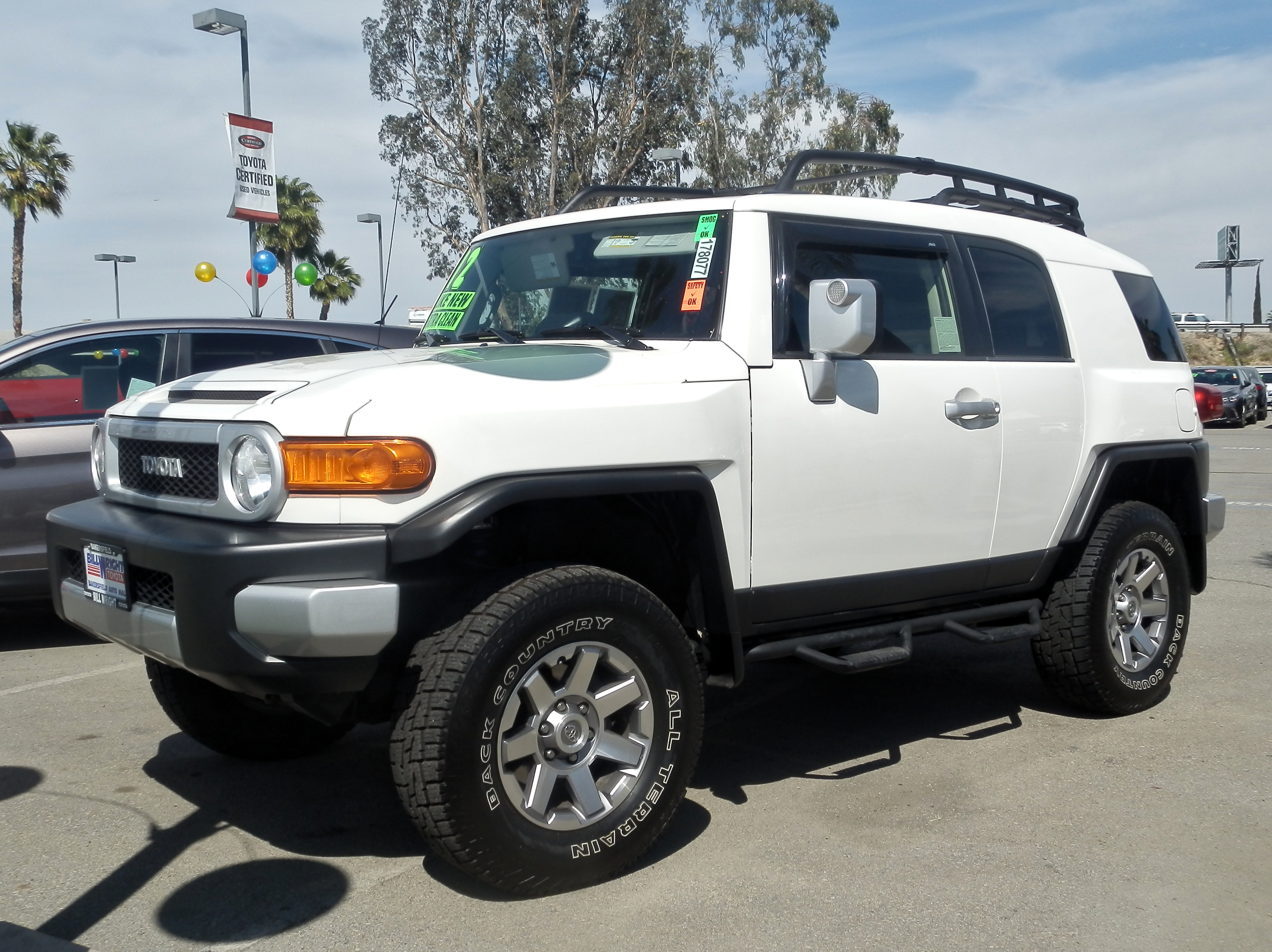
FJ Cruiser
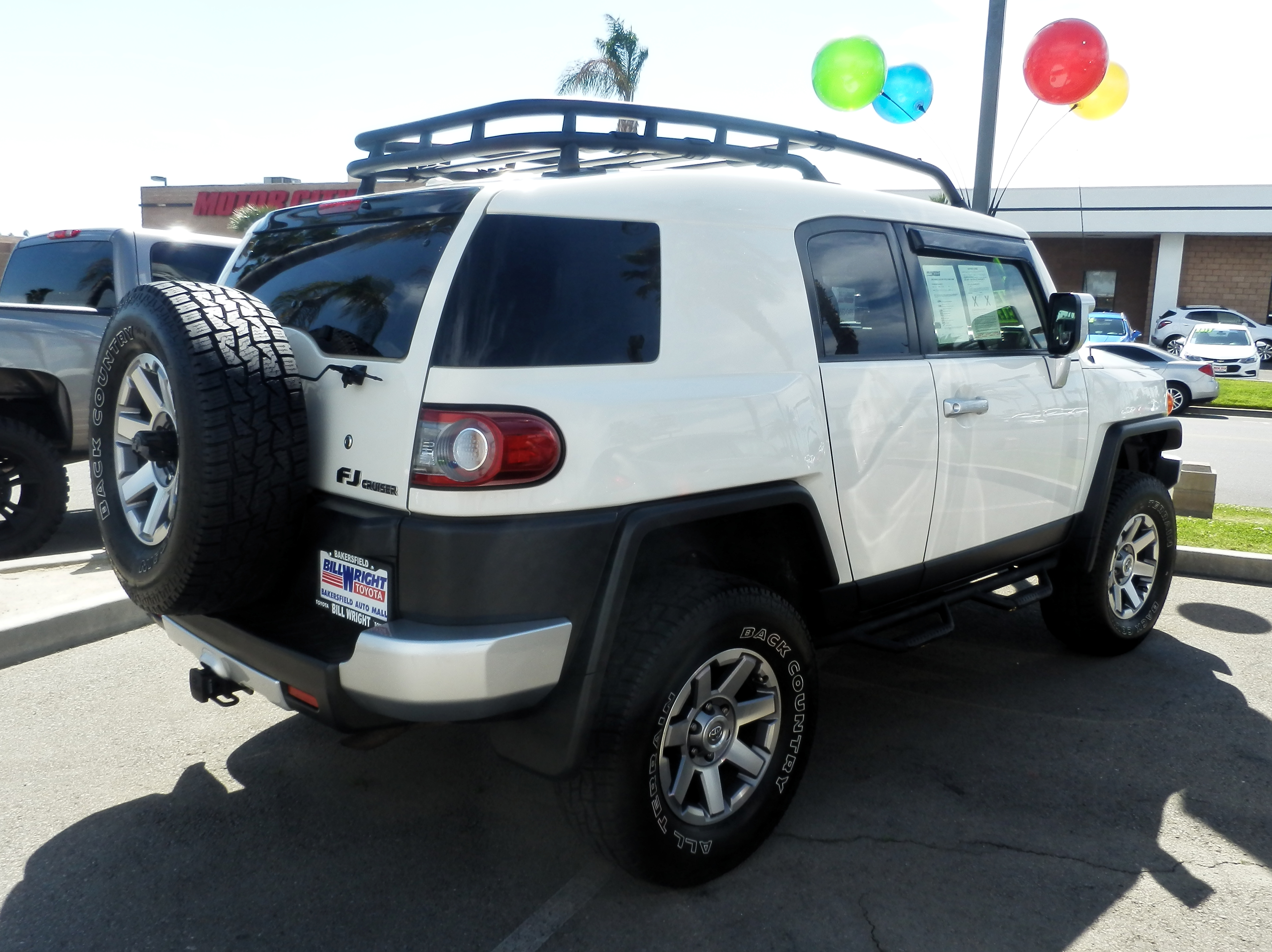
FJ Cruiser
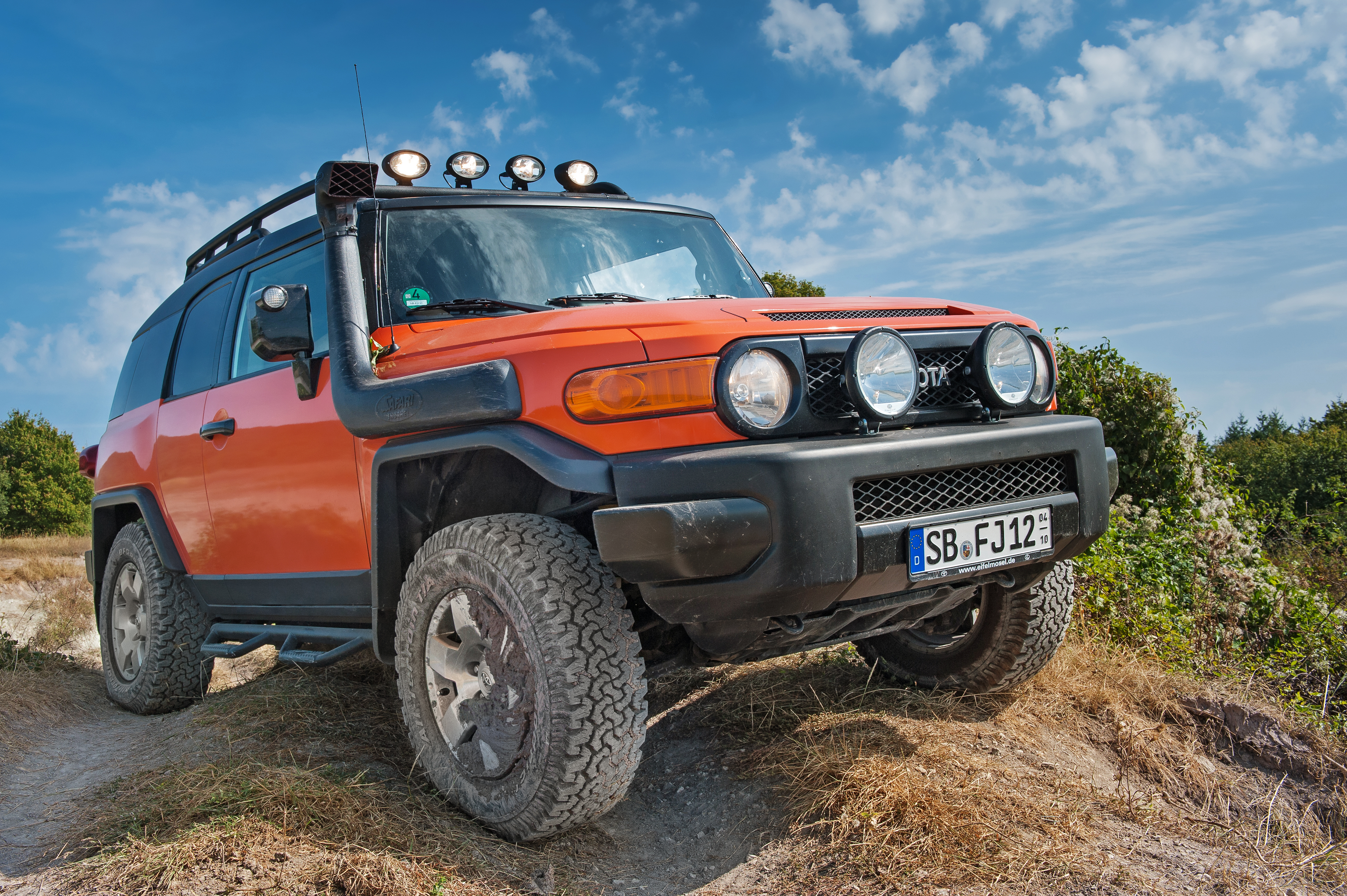
FJ Cruiser, 2007